# 元八王子インターチェンジ
元八王子インターチェンジ（もとはちおうじインターチェンジ）は、東京都八王子市に計画中の中央自動車道のインターチェンジである。名称は仮称である。
設置位置は高井戸起点33.2km（八王子ICから小牧寄りに7.4kmの地点）、都道山田宮の前線との接続が予定されている。
2006年（平成18年）3月時点では連結許可が出る前提として、2011年（平成23年）4月1日着工開始予定、2021年（令和3年）3月31日完成予定とされていたが、その後協定及び事業許可の変更が行われ、2019年（令和元年）9月27日時点の計画では、さしあたり、2024年（令和6年）4月1日工事着手予定、2026年（令和8年）3月31日完成予定とされ、連結許可が出された時点で必要な協定変更を行うこととしている。

## 接続道路
- 東京都道61号山田宮の前線

## 隣
E20 中央自動車道
(5,5-1,5-2)八王子IC/TB - 元八王子BS - 元八王子IC(計画中) - (6)八王子JCT - (7)相模湖東出口（下り線出口のみ） - 相模湖BS - (8)相模湖IC